# Brigandage post-unitaire
Brigandage post-unitaire
L'historiographie italienne évoque le brigandage post-unitaire comme étant une forme de mouvement armé qui, déjà présent sous la forme de banditisme dans le sud de l'Italie et la Sicile des Bourbons et de Murat, se développa après l'annexion du royaume des Deux-Siciles par le royaume de Sardaigne (Piémont) donnant naissance au royaume d'Italie et prenant souvent la connotation d'une révolte populaire.

## Histoire
Avec l'appui du gouvernement des Deux-Siciles en exil et des États pontificaux, la rébellion fut conduite principalement par des éléments du prolétariat rural et des ex-militaires bourbons, en plus de réfractaires au service militaire, de déserteurs et d'évadés des prisons qui, poussés par diverses difficultés économiques et sociales, s'opposèrent à la politique du nouveau gouvernement italien.

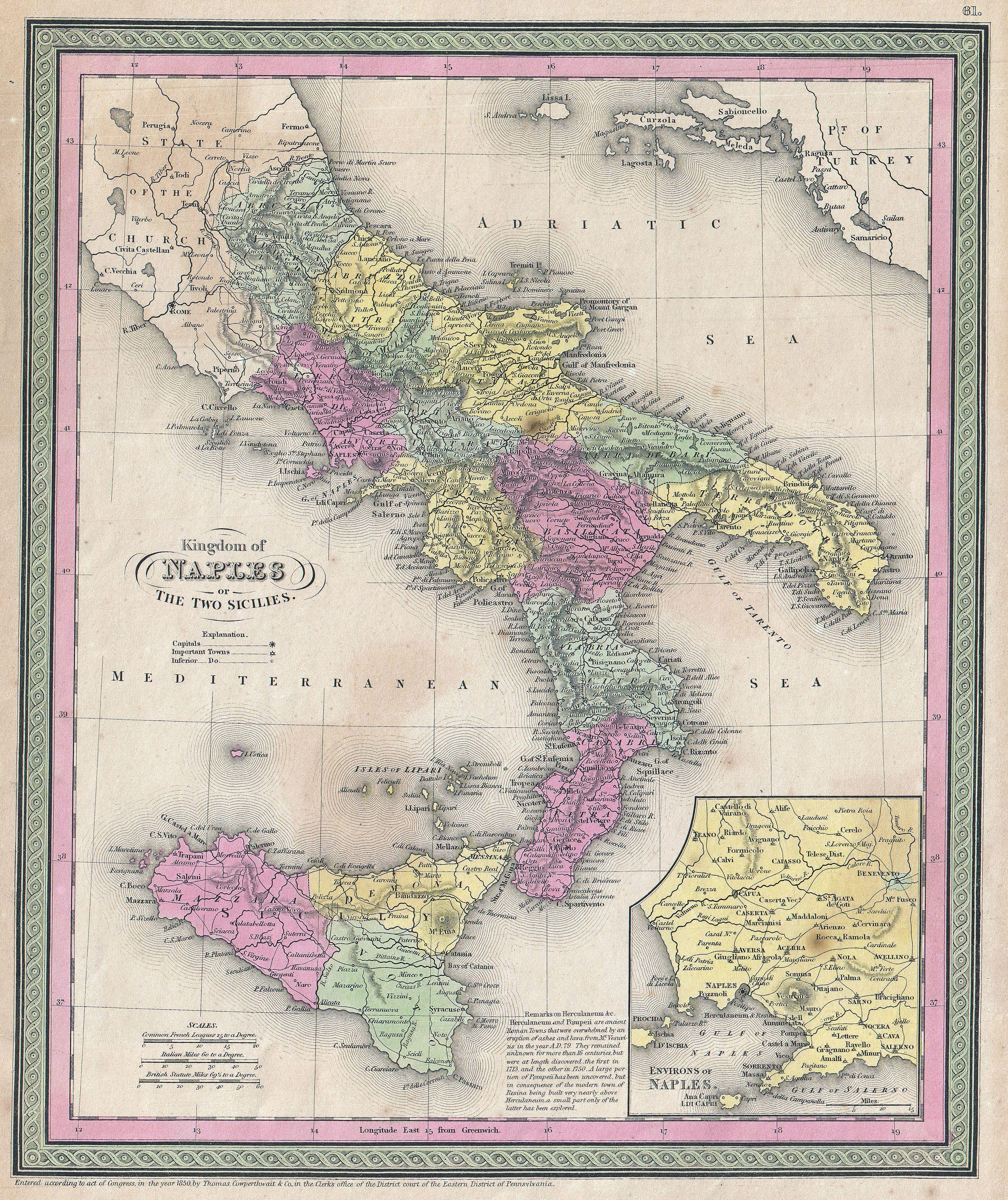
Le royaume des Deux-Siciles en 1853.

L'expression « brigandage post-unitaire » est contestée par certains historiens qui jugent cette révolte motivée politiquement et socialement : en fait ce serait la première guerre civile de l’Italie qui enflamma la nation à peine l'unification réalisée, et ce jusqu'en 1867. Par la suite, divers épisodes de banditisme se répètent, sans revendications politiques ou sociale.
Le pouvoir italien parvient à mater ce brigandage en 1865, à l'exception de la Calabre, mais surtout de la Sicile où persistent les enlèvements contre rançon de personnes et de bétail.